# Абрахам дьо Моавър
Абрахам дьо Моавър (на френски: Abraham de Moivre) е френски математик, известен с едноименната си формула, която свързва комплексните числа с тригонометрията, и с работата си по нормалното разпределение и теорията на вероятностите. Той е приятел на Исак Нютон, Едмънд Халей и Джеймс Стърлинг. Макар че е изправен пред религиозно преследване, той остава трайно хугенот през живота си.
Моавър пише книга относно теорията на вероятностите, озаглавена The Doctrine of Chances, която е високо ценена от комарджиите. Той първи открива формулата на Бине, която изразява числата на Фибоначи и свързва n-та степен на златното сечение φ с n-то число на Фибоначи. Той е и първият, постулирал централната гранична теорема, която се оказва крайъгълен камък в теорията на вероятностите.

## Биография

### Ранни години
Абрахам дьо Моавър е роден във Витри льо Франсоа в Шампан на 26 май 1667 г. Баща му Даниел дьо Моавър е хирург, който вярва в стойността на образованието. Макар родителите на Абрахам да са протестанти, той първо посещава католическо училище във Витри, което е необичайно толерантно, имайки предвид религиозното напрежение във Франция по това време. Когато е на 11 години, родителите му го изпращат в протестантска академия в Седан, където той прекарва четири години в учене на гръцки език.
През 1682 г. протестантската академия в Седан спира дейността си и Моавър се записва да учи логика в Сомюр за две години. Въпреки че математиката не е част от курса му, той прочита няколко трудове по математика, включително Elémens des mathématiques на Жан Престе и трактат относно теорията на вероятностите, De Ratiociniis in Ludo Aleae, от Кристиан Хюйгенс. През 1684 г. Моавър се мести в Париж, за да учи физика и за пръв път има формално математическо обучение с частни уроци от Жак Озанам.
Религиозните гонения във Франция стават тежки, когато крал Луи XIV издава едикта от Фонтенбльо през 1685 г., който отменя Нантския едикт, който е дал значителни права на френските протестанти. Той забранява протестантския култ и изисква всички деца да се покръстват от католически свещеници. Моавър е изпратен в училище, в което властите изпращат протестантски деца за католическа индоктринация.
Не е ясно кога Моавър напуска училището и се мести в Англия, тъй като записите на училището сочат, че той го напуска през 1688 г., но Моавър и брат му се представят за хугеноти и са приети в Савойската църква в Лондон на 28 август 1687 г.

### По-късни години
Когато пристига в Лондон, Моавър е вече компетентен математик с добри познания по много от стандартните текстове. За да се препитава, Моавър става частен учител по математика, посещавайки ученици или преподавайки в кафенетата на Лондон. Моавър продължава проучванията си по математика, след като посещава графа на Девоншир и разглежда скорошната книга на Нютон, Principia Mathematica. Прелиствайки я, Моавър осъзнава, че е тя е много по-задълбочена от книгите, които е чел до този момент, и се решава да я прочете и разбере. Тъй като трябва да пътува пеша много из Лондон за да посещава учениците си, Моавър има много малко време за да чете, затова откъсва страници от книгата и ги носи в джоба си, за да може да ги чете между уроците.
Според вероятно апокрифна история, Нютон през късните години на живота си отпраща хората, задаващи математически въпроси, към Моавър, заявявайки: „Той знае всички тези неща по-добре от мен“.
Към 1692 г. Моавър се сприятелява с Едмънд Халей и малко след това със самия Исак Нютон. През 1695 г. Халей комуникира първия математически труд на Моавър, който е породен от изучаването му на производните в Principia Mathematica, с Кралското научно дружество. Трудът му е публикуван в журнала на дружеството Philosophical Transactions през същата година. Скоро след като публикува труда си, Моавър също обобщава Нютоновия бином в полиномна форма. Кралското научно дружество се запознава с метода му през 1697 г. и приема Моавър за пълноправен член два месеца по-късно.
След като Моавър е приет, Халей го поощрява да обърне вниманието си към астрономията. През 1705 г. Моавър открива интуитивно, че центростремителната сила на всяка планета е правопропорционално свързана с разстоянието ѝ от центъра на силите и реципрочно зависеща от произведението на диаметъра на еволюта и куба на перпендикуляра на допирателната. С други думи ако планета M следва елиптична орбита около точка F и има точка P, в която PM е допирателна на кривата, а FPM е прав ъгъл така, че FP е перпендикулярна на допирателната, тогава центростремителната сила в точка P е пропорционална на FM/(R*(FP)3), където R е радиусът на кривата при M. През 1710 г. математикът Йохан Бернули доказва тази формула.
Въпреки тези свои успехи Моавър не успява да си издейства длъжност в катедра по математика в който и да е университет, което би го освободило от зависимостта му към времеемките уроци, които го обременяват повече, отколкото останалите математици по това време. Поне част от причината за това са предразсъдъците към френския му произход. През ноември 1712 г. той е назначен в комисия, съставена от Кралското научно дружество, която да прегледат твърденията на Нютон и на Лайбниц относно това кой е открил висшата математика първи. През живота си Моавър остава беден.
Моавър продължава да изучава областта на вероятностите и математиката до смъртта си през 1754 г. и няколко допълнителни труда са публикувани след смъртта му. Докато остарява, той става все по-летаргичен и се нуждае от все повече сън. Често срещано макар и съмнително твърдение е, че Моавър забелязва, че спи с 15 минути повече всяка нощ и правилно изчислява датата на смъртта си като деня, в който времето му за сън достига 24 часа, 27 ноември 1754 г. Наистина той почива точно тогава и е погребан в Лондон, но тялото му по-късно е преместено.

## Теория на вероятностите
Моавър проправя пътя на развитието на аналитичната геометрия и на теорията на вероятностите, като разширява труда на предшествениците си, особено този на Кристиян Хюйгенс и няколко членове от семейство Бернули. Той създава и втория учебник по теория на вероятностите, The Doctrine of Chances (първият е написана от Джироламо Кардано през 60-те години на XVI век). Книгата има четири издания, през 1711 г. на латински, а през 1718, 1738 и 1756 г. на английски. В по-късните издания на книгата си Моавър включва непубликуваните си резултати от 1733 г., които се отнасят до приближаването на биномното разпределение с нормално. Моавър прилага тази теория към хазартни задачи и таблици на смъртността.
Изразът n! се среща често комбинаторни и вероятностни задачи, но се изчислява трудно при големи n, ако пресмятанията се правят ръчно. През 1733 г. Моавър предлага проста приблизителна формула за изчисляване на факториела:
n! = cnn+1/2e−n,
като предлага и приблизителна стойност за константата c, но Джеймс Стирлинг открива, че c не е константа, а е множиттелят √2π.
Моавър публикува и статията „Annuities upon Lives“, в която разкрива нормалното разпределение на нивото на смъртността през живота на човек. От това той създава проста формула за приближение на доходите, получени от годишни заплати, според възрастта на даден човек. Тя е подобна на формулите, използвани от застрахователните компании днес.

### Приоритет относно Поасоновото разпределение
Някои резултати на Поасоновото разпределение за пръв път са въведени от Моавър в De Mensura Sortis seu; de Probabilitate Eventuum in Ludis a Casu Fortuito Pendentibus в журнала на Кралското научно дружество Philosophical Transactions. В резултат на това, някои автори твърдят, че Поасоновото разпределение всъщност трябва да носи името на Моавър.

## Формула на Моавър
През 1707 г. Моавър извежда формулата:
{\displaystyle \cos x={\tfrac {1}{2}}(\cos(nx)+i\sin(nx))^{1/n}+{\tfrac {1}{2}}(\cos(nx)-i\sin(nx))^{1/n}}
която успява да докаже за всички положителни цели числа n. През 1722 г. той я предлага във вида, станал по-известен като формула на Моавър:
{\displaystyle (\cos x+i\sin x)^{n}=\cos(nx)+i\sin(nx).\,}
През 1749 г. Ойлер доказва тази формула за всяко реално n, използвайки формулата на Ойлер, която прави доказателството доста по-просто. Формулата на Моавър е важна, тъй като показва връзката между комплексните числа и тригонометрията. Освен това тази формула позволява извеждането на полезни изрази за cos(nx) и sin(nx) по отношение на cos(x) и sin(x).

## Приближение на Стърлинг
Формулата на Стърлинг за пръв път е открита и доказана от Моавър във вида:
{\displaystyle n!\sim [{\rm {const}}]\cdot n^{n+{\frac {1}{2}}}e^{-n}.}
Моавър дава израз за константата по отношение на естествения ѝ логаритъм. Основният принос на Стърлинг се състои в това, че показва, че константата е √2π.